# Ivan Kacin
Ivan Kacin, slovenski organist in izdelovalec orgel, * 26. avgust 1884, Otalež, † 13. november 1953, Gorica.

## Življenje in delo
v rojstnem kraju je obiskoval ljudsko šolo ter nato v letih 1897−1900 v Ljubljani orglarsko šolo. v letih 1900−1903 je kot organist služboval v Velikih Laščah, na Brezju in Kontavelu pri Trstu. Med služenjem vojaškega roka v Pulju (1903-1905)je sodeloval pri vojaškem orkestru ter opravljal službo orglavca v vojaški cerkvi. Po odsluženem vojaškem roku je bil v letih 1905−1911 organist v Komnu in Polhovem Gradcu, vendar se je ves ta čas zanimal konstrukcijo orgel in občasno obiskoval orglarske delavnice v Ljubljani, Benetkah in Gradcu. leta 1911 je prenehal opravljati službo orglavca in v Ljubljani odprl lastno delavnico v kateri je izdeloval harmonije (harmonij je orglam podobno glasbilo s kovinskimi jezički namesto piščali). Delavnico je uspešno vodil do leta 1919, ko se je preselil v Gorico, kjer je ustanovil večjo delavnico v kateri je izdeloval harmonije, orgle in pianine, ter si kmalu pridobil sloves izvrstnega izdelovalca orgel. Poleg izdelovanja novih je prenovil tudi celo vrsto starejših orgel predvsem na Primorskem in Goriškem. Njegove orgle se odlikujejo s solidno mehansko strukturo, dobro intonacijo posameznih registrov ter ubranostjo njihovih kombinacij. V njegovi delavnici so največ izdelovali orgle s 5-13 registrov.